# Gent-Wevelgem 2016

## Mannen Elite
De 78e editie van de Belgische wielerwedstrijd Gent-Wevelgem werd gehouden op 27 maart 2016. De wedstrijd maakte deel uit van de UCI World Tour 2016. De Italiaan Luca Paolini won de vorige editie. Als lid van een kopgroep van vier renners won regerend wereldkampioen Peter Sagan deze editie door respectievelijk Sep Vanmarcke, Vjatsjeslav Koeznetsov en Fabian Cancellara in de eindsprint voor te blijven. Voor Sagan was het zijn eerste overwinning in de regenboogtrui.
Dodelijk ongeval
Na 115 kilometer koers kwam de 25-jarige Belg Antoine Demoitié samen met vier anderen ten val en werd daarbij overreden door een motor van de organisatie. Hij werd in kritieke toestand naar het ziekenhuis van Rijsel vervoerd. Hier werd hij in coma gehouden, maar later in de nacht overleed hij.

### Deelnemende ploegen
25 ploegen nemen deel aan de wedstrijd: 18 ploegen uit de UCI World Tour en via wildcards 7 ploegen uit de UCI Continentale circuits.
| 18 UCI World Tour-ploegen | 18 UCI World Tour-ploegen | 18 UCI World Tour-ploegen | 7 wildcards                 |
| ------------------------- | ------------------------- | ------------------------- | --------------------------- |
| AG2R La Mondiale          | FDJ                       | LottoNL-Jumbo             | Topsport Vlaanderen-Baloise |
| Astana                    | Giant-Alpecin             | Movistar                  | Wanty-Groupe Gobert         |
| BMC Racing Team           | IAM Cycling               | Orica-BikeExchange        | Bardiani-CSF                |
| Cannondale                | Katjoesja                 | Team Sky                  | CCC Sprandi Polkowice       |
| Dimension Data            | Lampre-Merida             | Tinkoff                   | Cofidis                     |
| Etixx-Quick Step          | Lotto Soudal              | Trek-Segafredo            | Direct Énergie              |
|                           |                           |                           | Roompot Oranje Peloton      |
|                           |                           |                           |                             |

### Rituitslag
| Gent-Wevelgem 2016 |                        |                             |          |
| Plaats             | Naam                   | Ploeg                       | Tijd     |
| Winnaar            | Peter Sagan            | Tinkoff                     | 5u55'16" |
| 2                  | Sep Vanmarcke          | Team LottoNL-Jumbo          | z.t.     |
| 3                  | Vjatsjeslav Koeznetsov | Team Katjoesja              | z.t.     |
| 4                  | Fabian Cancellara      | Trek-Segafredo              | z.t.     |
| 5                  | Arnaud Démare          | FDJ                         | + 12"    |
| 6                  | Fernando Gaviria       | Etixx-Quick Step            | z.t.     |
| 7                  | Jürgen Roelandts       | Lotto Soudal                | z.t.     |
| 8                  | Jacopo Guarnieri       | Team Katjoesja              | z.t.     |
| 9                  | Greg Van Avermaet      | BMC Racing Team             | z.t.     |
| 10                 | Michael Mørkøv         | Team Katjoesja              | z.t.     |
| 11                 | Giacomo Nizzolo        | Trek-Segafredo              | z.t.     |
| 12                 | Luka Mezgec            | Orica GreenEDGE             | z.t.     |
| 13                 | Pieter Vanspeybrouck   | Topsport Vlaanderen-Baloise | z.t.     |
| 14                 | Aleksejs Saramotins    | IAM Cycling                 | z.t.     |
| 15                 | Tiesj Benoot           | Lotto Soudal                | z.t.     |
| 16                 | Koen de Kort           | Team Giant-Alpecin          | z.t.     |
| 17                 | Pavel Broett           | Tinkoff                     | z.t.     |
| 18                 | Edvald Boasson Hagen   | Dimension Data              | z.t.     |
| 19                 | Andrij Hryvko          | Astana Pro Team             | z.t.     |
| 20                 | Tom Boonen             | Etixx-Quick Step            | + 17"    |

## Vrouwen Elite

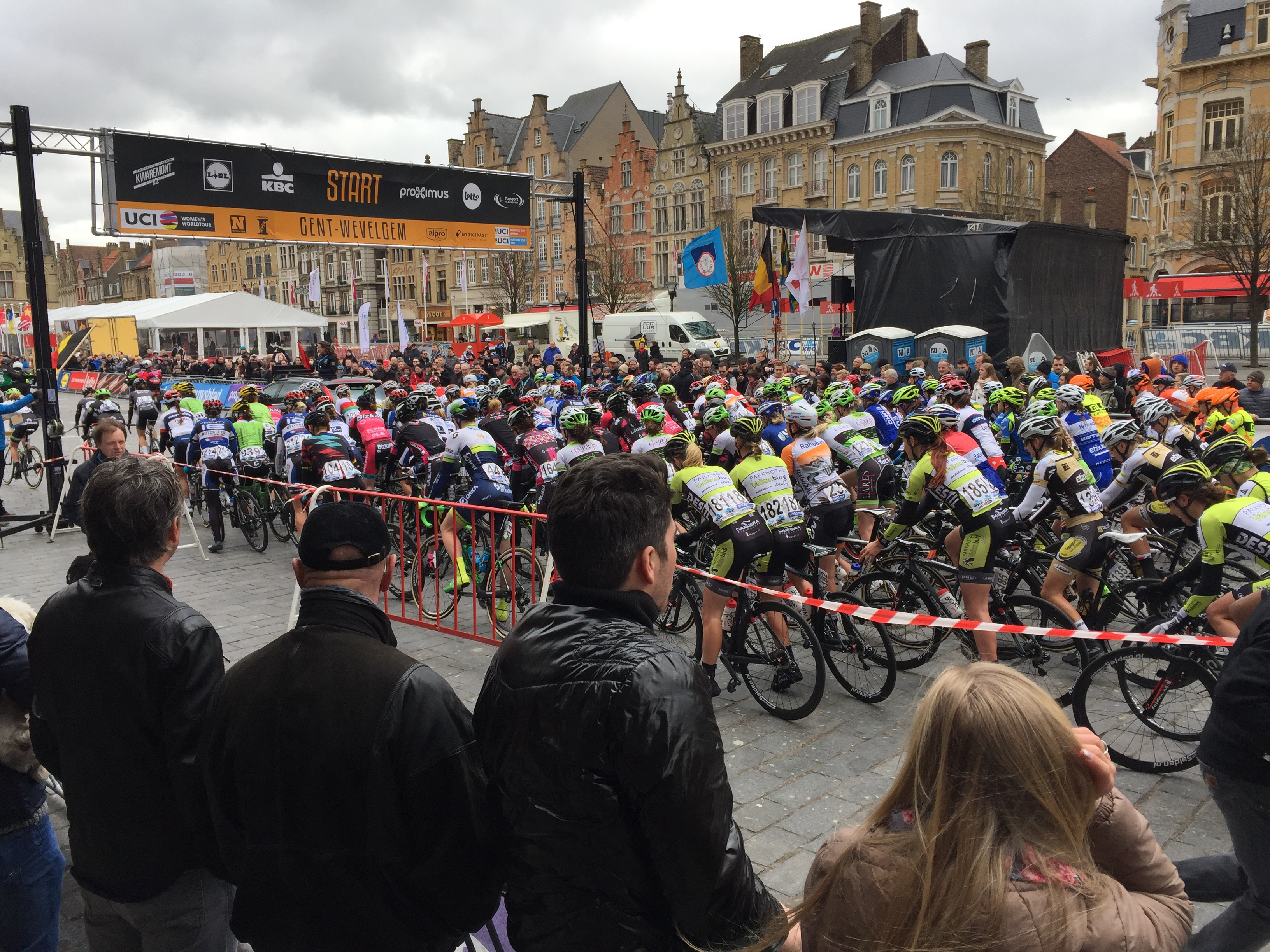
het peloton aan de start op de Grote Markt (Ieper)

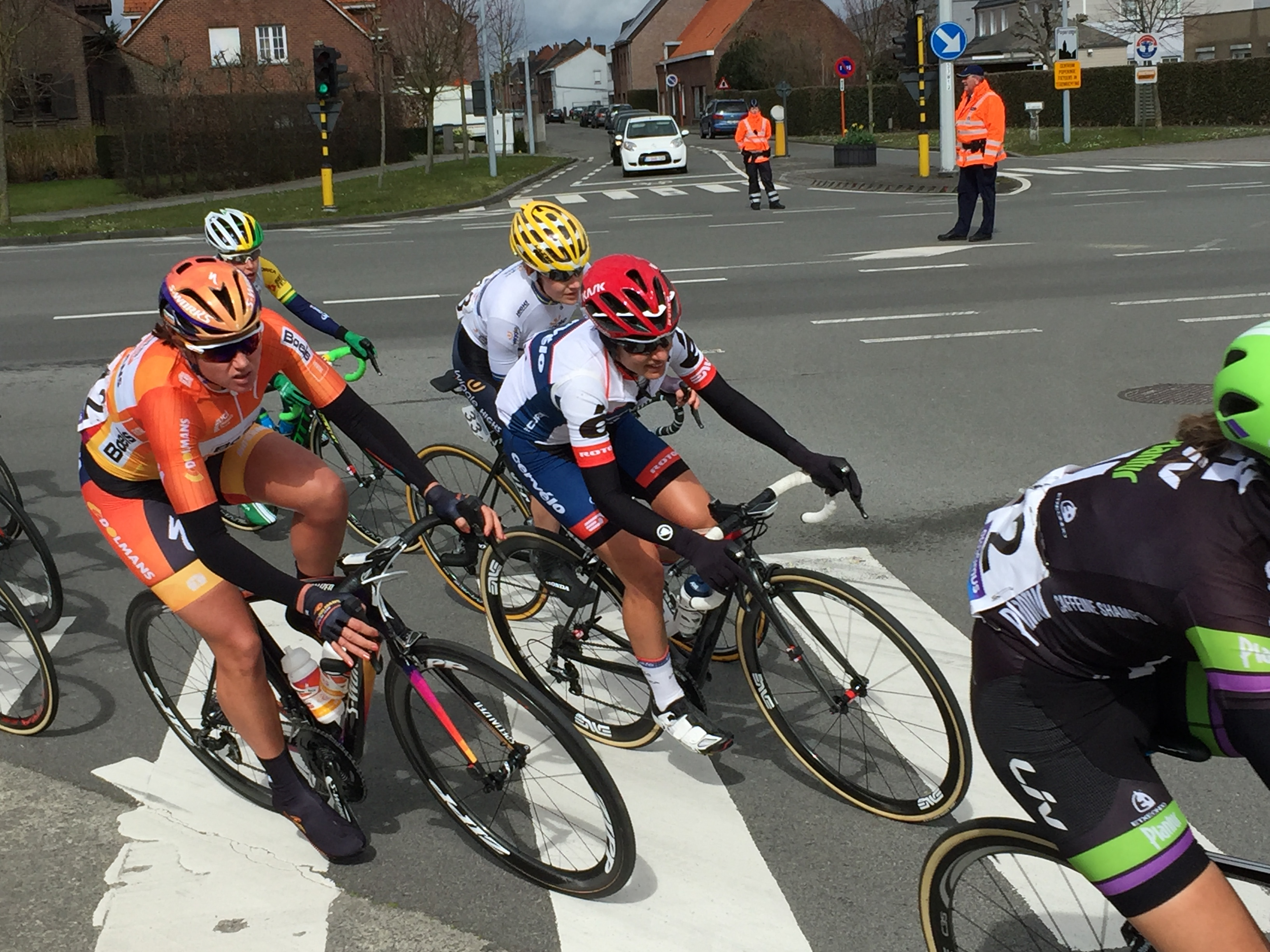
latere winnares Chantal Blaak (links) in het peloton

De wedstrijd was bij de vrouwen aan zijn 5de editie toe en maakte deel uit van de UCI Women's World Tour 2016 in de categorie 1.WWT. De startplaats lag in Ieper, de aankomstplaats in Wevelgem. De Nederlandse Chantal Blaak won de wedstrijd na een solo van 15 km. In de achtervolgende groep won de Duitse Lisa Brennauer de sprint om de tweede plaats voor de Nederlandse Lucinda Brand. Met haar overwinning nam Chantal Blaak de leiding over in het World Tour-klassement van haar Britse collega Elizabeth Armitstead.

### Deelnemende ploegen
| Merkenploegen              | Merkenploegen                        | Nationale selectie |
| -------------------------- | ------------------------------------ | ------------------ |
| Alé Cipollini              | Lotto Soudal Ladies                  | Australië          |
| BePink                     | Orica-AIS                            |                    |
| Bizkaia-Durango            | Parkhotel Valkenburg                 |                    |
| Boels Dolmans Cycling Team | Poitou-Charentes.Futuroscope.86      |                    |
| BTC City Ljubljana         | Rabobank-Liv Woman                   |                    |
| Canyon-SRAM                | Servetto Footon                      |                    |
| Cervélo-Bigla              | Team Tibco                           |                    |
| Cylance Pro Cycling        | Topsport Vlaanderen-Etixx-Guill D'or |                    |
| Hitec Products             | TWENTY16-Ridebiker                   |                    |
| Lares-Waowdeals            | UnitedHealthcare Women's Team        |                    |
| Lensworld.eu - Zannata     | Wiggle High5                         |                    |
| Liv-Plantur                |                                      |                    |

### Uitslag
| Plaats  | Naam                 | Ploeg              | Tijd     |
| ------- | -------------------- | ------------------ | -------- |
| Winnaar | Chantal Blaak        | Boels Dolmans      | 2u56'00" |
| 2       | Lisa Brennauer       | Canyon-SRAM        | + 1’24"  |
| 3       | Lucinda Brand        | Rabobank-Liv Woman | z.t.     |
| 4       | Amy Pieters          | Wiggle High5       | z.t.     |
| 5       | Carmen Small         | Cervélo-Bigla      | z.t.     |
| 6       | Annemiek van Vleuten | Orica-AIS          | z.t.     |
| 7       | Leah Kirchmann       | Liv-Plantur        | z.t.     |
| 8       | Ellen van Dijk       | Boels Dolmans      | z.t.     |
| 9       | Emma Johansson       | Wiggle High5       | + 1’27"  |
| 10      | Romy Kasper          | Boels Dolmans      | + 1’32"  |
| 11      | Megan Guarnier       | Boels Dolmans      | + 2’23"  |
| 12      | Elena Cecchini       | Canyon-SRAM        | z.t.     |
| 13      | Jolanda Neff         | Servetto Footon    | z.t.     |
| 14      | Sarah Roy            | Orica-AIS          | z.t.     |
| 15      | Elisa Longo Borghini | Wiggle High5       | z.t.     |
| 16      | Olga Zabelinskaya    | BePink             | z.t.     |
| 17      | Elizabeth Armitstead | Boels Dolmans      | z.t.     |
| 18      | Jolien D'Hoore       | Wiggle High5       | + 4’24"  |
| 19      | Gracie Elvin         | Orica-AIS          | z.t.     |
| 20      | Lotta Lepistö        | Cervélo-Bigla      | z.t.     |

1934 · 1935 · 1936 · 1937 · 1938 · 1939 · 1940 · 1941 · 1942 · 1943 · 1944 · 1945 · 1946 · 1947 · 1948 · 1949 · 1950 · 1951 · 1952 · 1953 · 1954 · 1955 · 1956 · 1957 · 1958 · 1959 · 1960 · 1961 · 1962 · 1963 · 1964 · 1965 · 1966 · 1967 · 1968 · 1969 · 1970 · 1971 · 1972 · 1973 · 1974 · 1975 · 1976 · 1977 · 1978 · 1979 · 1980 · 1981 · 1982 · 1983 · 1984 · 1985 · 1986 · 1987 · 1988 · 1989 · 1990 · 1991 · 1992 · 1993 · 1994 · 1995 · 1996 · 1997 · 1998 · 1999 · 2000 · 2001 · 2002 · 2003 · 2004 · 2005 · 2006 · 2007 · 2008 · 2009 · 2010 · 2011 · 2012 · 2013 · 2014 · 2015 · 2016 · 2017 · 2018 · 2019 · 2020 · 2021 · 2022 · 2023 · 2024
Lijst van beklimmingen
 Tour Down Under · 
 Parijs-Nice · 
 Tirreno-Adriatico · 
 Milaan-San Remo ·
 E3 Harelbeke ·
 Ronde van Catalonië ·
 Gent-Wevelgem ·
 Ronde van Vlaanderen ·
 Ronde van Baskenland ·
 Parijs-Roubaix ·
 Amstel Gold Race ·
 Waalse Pijl ·
 Luik-Bastenaken-Luik ·
 Ronde van Romandië ·
 Ronde van Italië ·
 Critérium du Dauphiné ·
 Ronde van Zwitserland ·
 Ronde van Frankrijk ·
 Ronde van Polen ·
 Clásica San Sebastián ·
 EuroEyes Cyclassics ·
 GP Ouest-France Plouay ·
 GP van Quebec ·
 GP van Montreal ·
 Ronde van Spanje ·
  Eneco Tour ·
 Ronde van Lombardije
 Strade Bianche ·
 Ronde van Drenthe ·
 Trofeo Alfredo Binda-Comune di Cittiglio ·
 Gent-Wevelgem ·
 Ronde van Vlaanderen ·
 Waalse Pijl ·
 Ronde van Chongming ·
 Ronde van Californië ·
 Philadelphia International Cycling Classic ·
 The Women's Tour ·
 Ronde van Italië voor vrouwen ·
 La Course by Le Tour de France ·
 RideLondon Classic ·
 Open de Suède Vårgårda ·
 Bretagne Classic ·
 La Madrid Challenge by La Vuelta